# Oude joodse begraafplaats van Sarajevo
De Oude joodse begraafplaats van Sarajevo (Bosnisch: Staro jevrejsko groblje u Sarajevu) is gelegen in de wijk Kovačići-Debelo Brdo. De begraafplaats is met zijn 31.160 m² de tweede grootste joodse begraafplaats in Europa en was in gebruik van ca. 1630 tot 1966.
Bij haar ontstaan bevond de begraafplaats zich naast de middeleeuwse necropolis van Borak met haar typische stećci-grafstenen. De Sefardische Joden lieten zich hier klaarblijkelijk door inspireren. De vorm van de grafzerken op de oude joodse begraafplaats van Sarajevo is uniek: dit type grafsteen is nergens anders ter wereld terug te vinden op joodse begraafplaatsen. De namen van de overledenen zijn op de graven aangebracht in het Hebreeuws en het Ladino.
De monumentale toegangspoort tot het complex dateert van 1923-1924. In 1952 werd een monument voor de slachtoffers van het fascisme ingericht en in 1962 werd een mausoleum van de hand van architect Zlatko Ugljen gebouwd.
De begraafplaats werd meermaals gevandaliseerd. Tijdens het beleg van Sarajevo werd er gevochten op de begraafplaats en liepen de zerken enorme schade op. Tijdens de burgeroorlog werden ook vele landmijnen geplaatst: gedurende jaren konden nabestaanden hun overleden familieleden niet bezoeken.
Bekende personen die begraven werden op de oude joodse begraafplaats, zijn Laura Papo Bohoreta en Isak Samokovlija.
De oude joodse begraafplaats werd in 2004 erkend als nationaal monument. In 2018 diende Bosnië en Herzegovina bij UNESCO een aanvraag in om haar ook als werelderfgoed te laten erkennen.